# Parkoviště jízdních kol
Parkoviště jízdních kol může označovat místo nebo i jen službu pro parkování kol (bicyklů). Může to být
- B+R, bike and ride
- Cyklověž
- Úschova kol (nádražní úschovna apod.)